# Rolls-Royce Motors
Rolls-Royce Motors byl britský výrobce luxusních automobilů, který vznikl v roce 1973 jako oddělená automobilová část od znárodněného podniku Rolls-Royce Limited. Vyráběly se zde luxusní vozy pod značkami Rolls-Royce a Bentley. Společnost Vickers získala firmu v roce 1980 a v roce 1998 ji prodala společnosti Volkswagen. Firma Bentley Motors je přímým nástupcem společnosti, nicméně práva na obchodní značku Rolls-Royce pro použití v automobilech získala společnost BMW a krátce poté vznikla nová společnost Rolls-Royce.
Původní firma Rolls-Royce Limited byla znárodněna v roce 1971 kvůli finančnímu kolapsu, který byl z velké části způsoben vývojem proudového motoru RB211. V roce 1973 britská vláda automobilovu čast Rolls-Royce prodala, aby umožnila znárodněné mateřské firmě Rolls-Royce (1971) Limited soustředit se na výrobu tryskových motorů.